# Gnojno (województwo świętokrzyskie)
Gnojno – wieś w Polsce położona w województwie świętokrzyskim, w powiecie buskim, w gminie Gnojno.
Przez miejscowość przebiega droga wojewódzka nr 765.
Historia Gnojna sięga czasów rzymskich. Wioska leżała na bursztynowym szlaku, a grodzisko zostało założone przez osadników kultury łużyckiej. Pierwsza historyczna wzmianka datowana jest na 18 marca 1241 i dotyczy spalenia miejscowego kościoła przez Tatarów podczas bitwy pod Chmielnikiem, która faktycznie rozegrała się na polach wsi Glinka i Skadla, na wschód od Gnojna.
Miejscowość związana z działalnością braci polskich. W Gnojnie zbudowano zbór ariański ufundowany przez wyznającą ideologię braci polskich rodzinę Gnoińskich. Zbór z portretem założyciela Jana Gnoińskiego zburzono całkowicie w 1945. Z arianizmem związana była również żona założyciela zboru, Janina Gnoińska Sienieńska herbu Rak.
W latach 1954–1972 wieś należała i była siedzibą władz gromady Gnojno. W latach 1975–1998 miejscowość administracyjnie należała do województwa kieleckiego. Miejscowość jest siedzibą gminy Gnojno.

## Części wsi
| SIMC    | Nazwa         | Rodzaj     |
| ------- | ------------- | ---------- |
| 0238121 | Kaleby        | kolonia    |
| 0238138 | Krzywda       | kolonia    |
| 0238090 | Piaski        | przysiółek |
| 0238109 | Piła Gnoińska | przysiółek |
| 0238115 | Zagrądy       | część wsi  |

## Zabytki
We wsi znajdują się obiekty wpisane do rejestru zabytków nieruchomych:
- kościół parafialny pw. św. Jana Chrzciciela, z lat 1596–1598, nr rej.: A-44/1-2 z 18.10.1956 i z 22.06.1967,
- kostnica na cmentarzu kościelnym z XV w., nr rej.: A-44/1-2 z 28.02.1958,
- zespół dworski, nr rej.: 45/1-2 z 13.04.1933, z 13.07.1946, z 11.12.1957 i z 23.06.1967:
  - dwór z 2 poł. XVI w., przebudowany w XVII w. i w 1960,
  - park z XIX w.